# St. Mariä Heimsuchung (Überruhr-Hinsel)

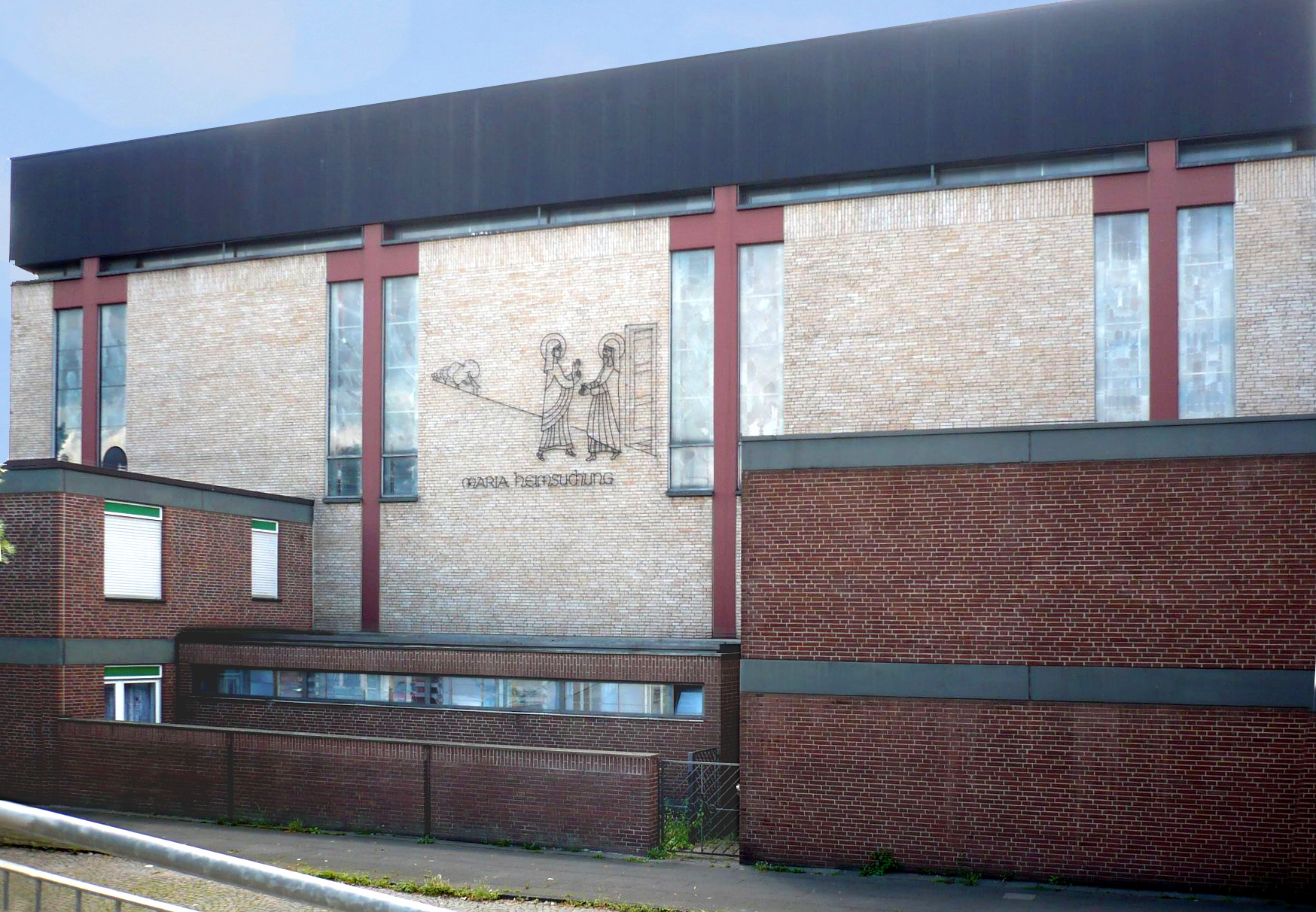
St. Mariä Heimsuchung

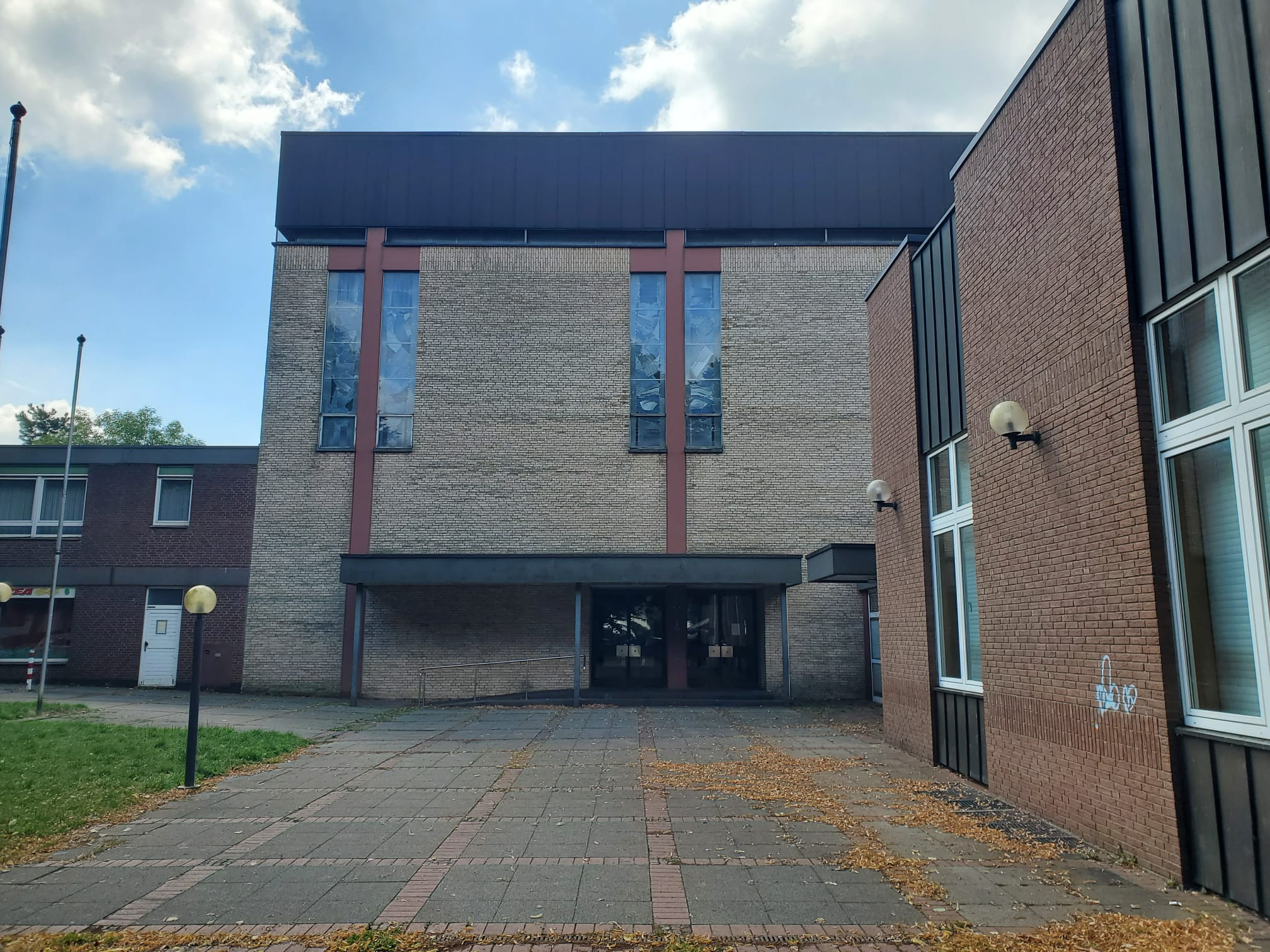
Die entweihte Kirche am 17. Juli 2025

Die von 1965 bis 1967 erbaute Kirche St. Mariä Heimsuchung war bis 2024 ein römisch-katholisches Kirchengebäude im Essener Stadtteil Überruhr-Hinsel.
Sie war Filialkirche der Kirchengemeinde St. Josef Essen Ruhrhalbinsel im Stadtdekanat Essen des Bistums Essen. Im November 2022 wurde das Gotteshaus außer Dienst genommen, weil der Erhaltungsaufwand zu groß geworden war. Die Kirche wurde daraufhin am 5. Mai 2024 profaniert. Ihr Abriss ist geplant.

## Geschichte

### Gemeinde und Vorgängerbauten

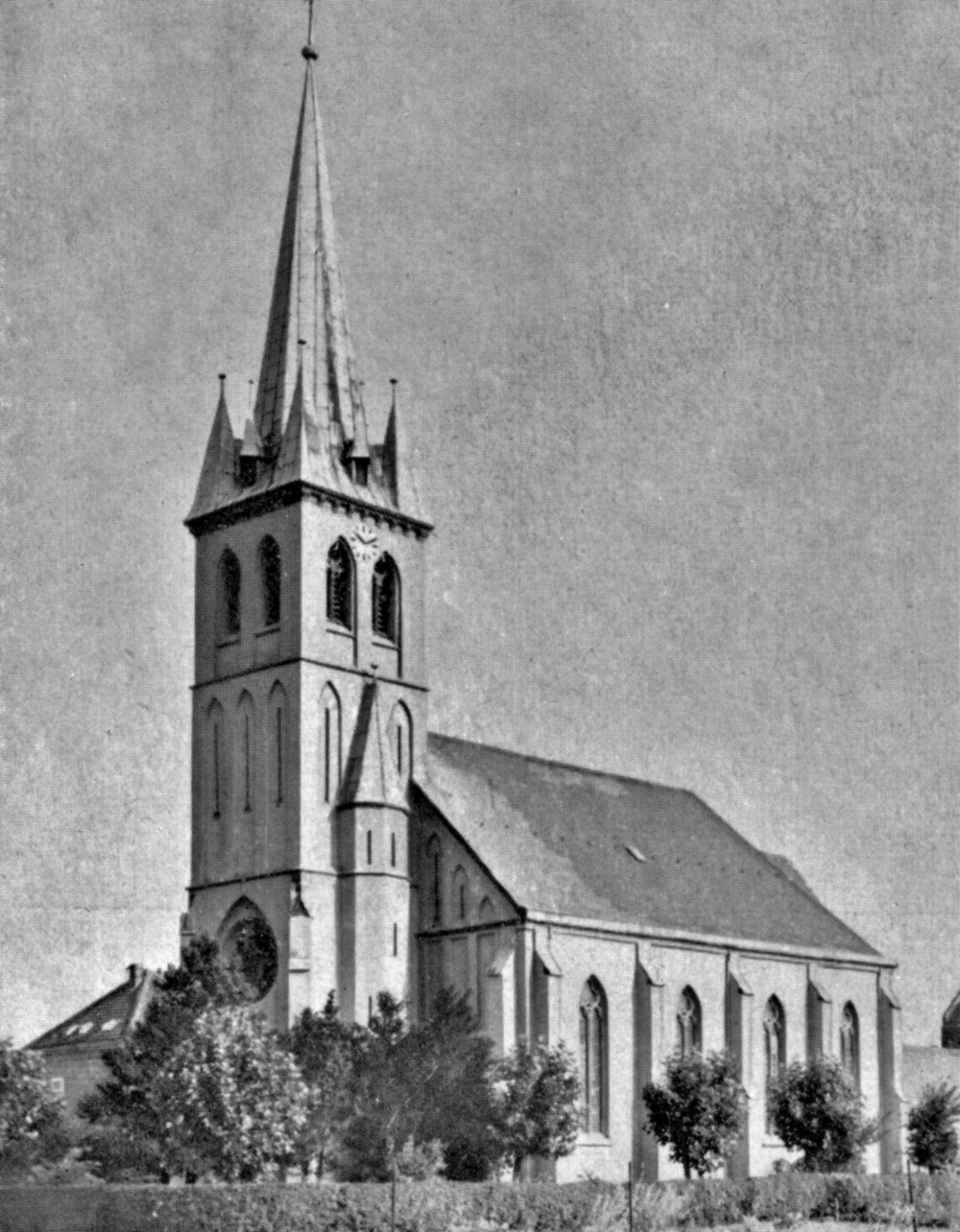
Vorgänger: St. Maria Heimsuchung von 1874

Jahrhundertelang war die Geschichte der Christen in Überruhr eng mit dem Damenstift Rellinghausen verbunden. 1800 wurde eine kleine Kapelle als erstes Gotteshaus für die noch wenigen Bewohner der Ruhrhalbinsel eingeweiht. Durch den boomenden Steinkohlenbergbau im Ruhrtal wuchs die Bevölkerung durch Einwanderung von Arbeitskräften jedoch rapide an, so dass das Gebetshaus seine Kapazitätsgrenze erreichte. Deshalb wurde oberhalb des Friedhofs ein Grundstück gekauft und mit dem Bau einer größeren Kirche begonnen. Grundsteinlegung der ersten Pfarrkirche in Überruhr war am 18. Mai 1873. Ein knappes Jahr später, zu Christi Himmelfahrt, wurde die erste Eucharistie in der neugotischen Kirche St. Maria Heimsuchung gefeiert. Im September 1874 war auch der Glockenturm vollendet und erhielt vom Kölner Erzbischof Philippus Kardinal Krementz die Konsekration. Fünf Jahre später wurden die beiden Seitenaltäre geweiht. Insgesamt waren an der neugotischen Kirche am Hinseler Hof rund 574.000 Ziegelsteine verbaut.
86 Jahre lang war St. Maria Heimsuchung die Heimatpfarrei von ganz Überruhr, bis sie von der Rektoratspfarrei St. Suitbert in Überruhr-Holthausen abgelöst wurde. Bedingt durch den Bergbau und Bodenabsenkung, zeigten sich 1958 ernsthafte Bergschäden am Gebäude. Anfang 1969 wurde die Kirche folglich abgerissen und auf diesem Grundstück später die Senioreneinrichtung Marienheim errichtet.

### St. Mariä Heimsuchung (heutiger Kirchenbau)
Das dritte Kirchengebäude, in Anlehnung an die Vorgängerkirche St. Mariä Heimsuchung genannt, wurde auf einem nahen Grundstück der Vorgängerkirche, im Hinseler Feld 68, erbaut und erhielt am 1. Juli 1967 die Weihe durch Bischof Franz Hengsbach. Entworfen wurde die Wegekirche von den Architekten und Diplom-Ingenieuren Ernst Burghartz und Hans Günter Fuss. Im Zeitraum von 1970 bis 1990 erfolgten diverse Anbauten, darunter das vom Überruhrer Architekten R. Hansberg entworfene Gemeindeheim, das am 27. Oktober 1990 eingeweiht wurde.
Die heutige Kirche ist ein modern anmutender Ziegelbau. Altarkreuz, Tabernakel und Stelen stammen von dem Münchner Manfred Bergmeister, Ambo und Kreuzweg schuf der Mülheimer Künstler Ernst Rasche. Die bleiverglasten Kirchenfenster gestaltete der Krefelder Glasmaler Hubert Spierling. Aus dem Vorgängerbau wurden die Seifert-Orgel, das Taufbecken, die Pietà, die Heiligenfiguren Maria und Josef sowie die Statuen des hl. Heinrich und des hl. Theodor übernommen. Die Letzteren stehen an den Säulen am Eingangsbereich des Gemeindesaals. Ein Kelch und eine Monstranz stammen aus dem Jahr 1856. Sie wurden von den einheimischen Bauern gestiftet und bereits in der kleinen Kapelle verwendet.

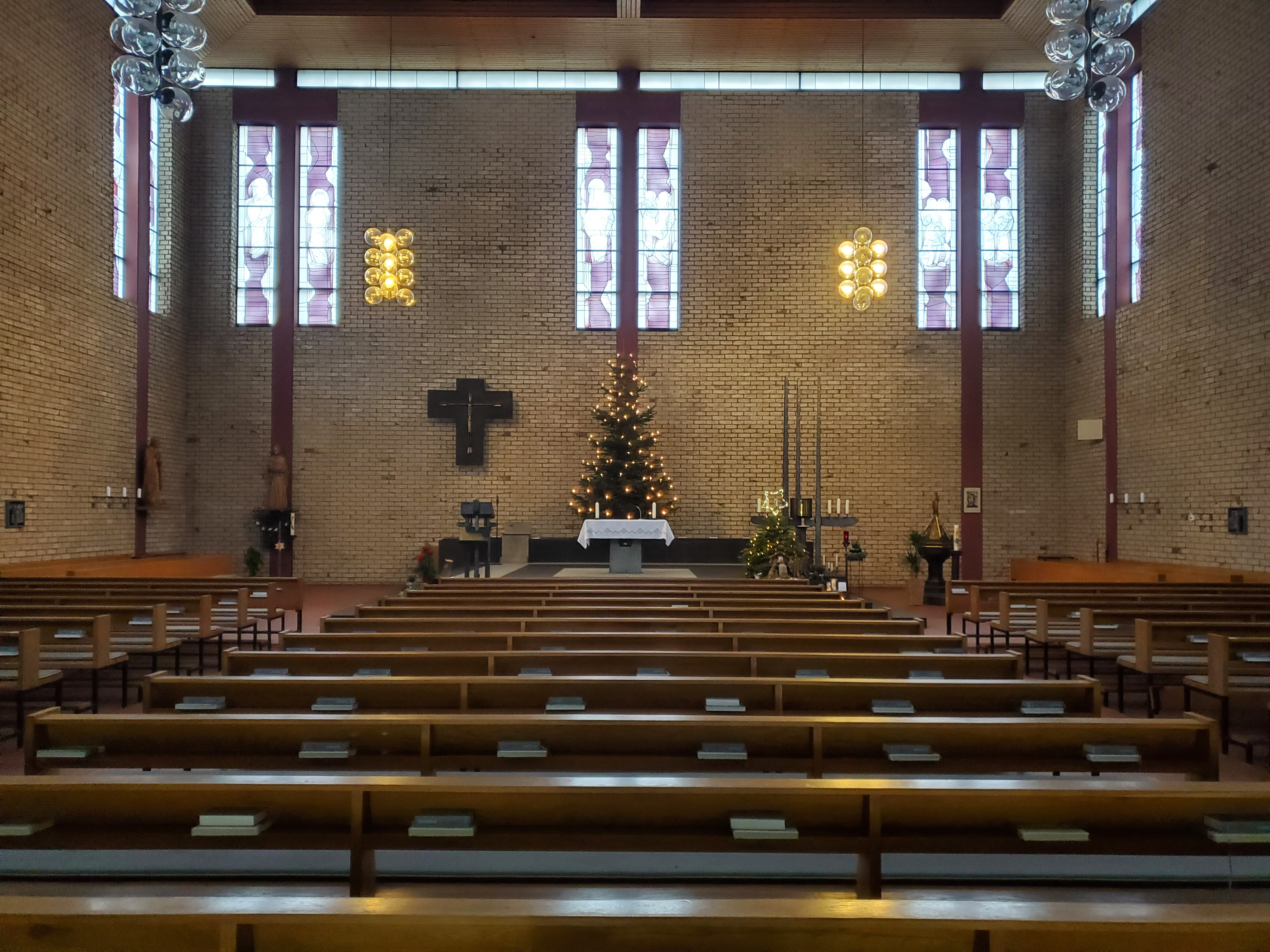
Innenraum/Altarraum St. Mariä Heimsuchung (Weihnachten 2021)
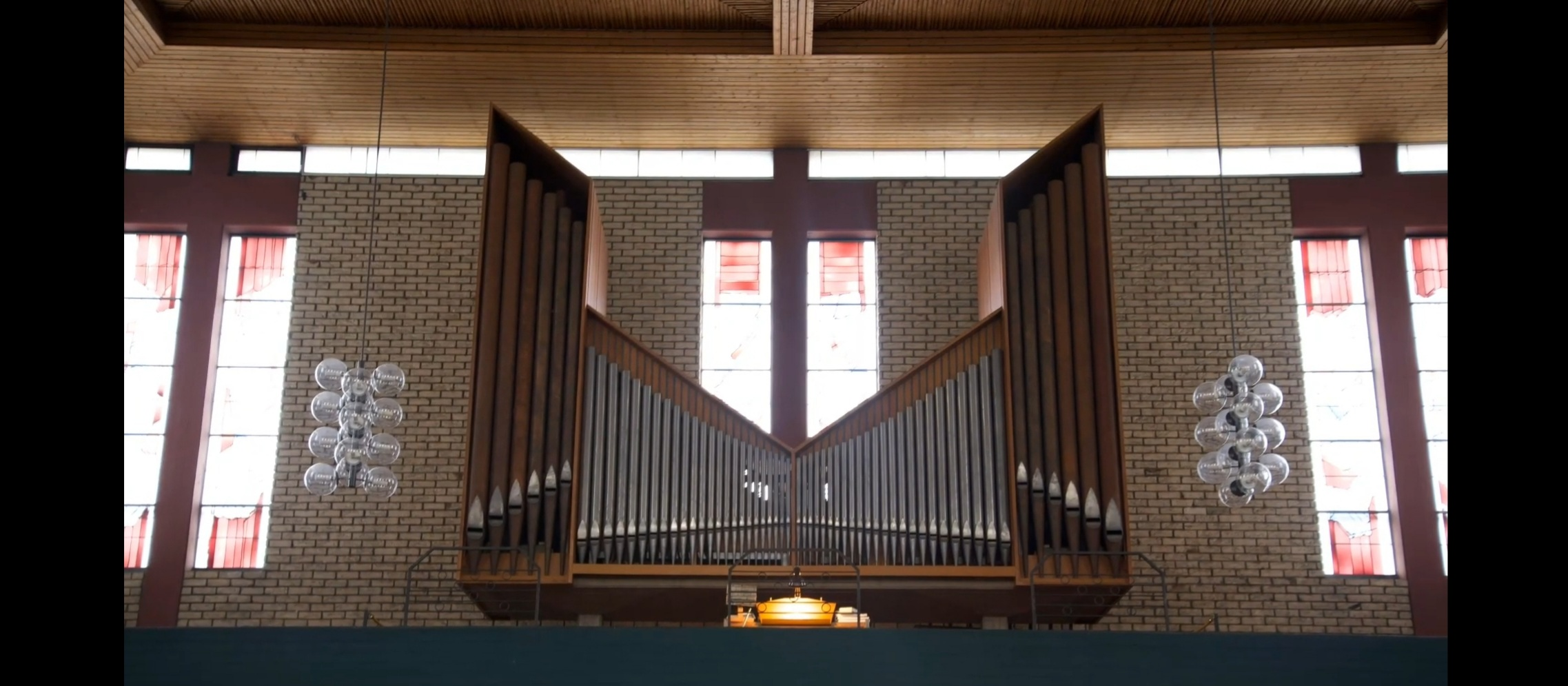
Orgelbühne mit Seifert-Orgel

#### Alte Glocken
Die Glocken vor dem Zweiten Weltkrieg:
| Nr. | Durchmesser (mm) | Masse (kg, ca.) | Schlagton (HT-1/16) | Gießer                                                                   | Gussjahr | Durch Kriegseinwirkung vernichtet |
| 1   | 830              | 350             | h′                  | Theodor Hugo Rudolf Edelbrock, Firma Petit & Gebr. Edelbrock, Gescher    | 1874     | Nein                              |
| 2   | 1.100            | 650             | fis′                | Werner Hubert Paul Maria Hüesker, Firma Petit & Gebr. Edelbrock, Gescher | 1921     | Ja                                |
| 3   | 920              | 500             | a′                  | Werner Hubert Paul Maria Hüesker, Firma Petit & Gebr. Edelbrock, Gescher | 1921     | Ja                                |

#### Neue Glocken
Die Glocken nach dem Zweiten Weltkrieg:
| Nr. | Name    | Durchmesser (mm) | Masse (kg, ca.) | Schlagton (HT-1/16) | Gießer          | Gussjahr | Abklingverlauf |
| 1   | Maria   | 1.189            | 640             | fis1+2              | Bochumer Verein | 1951     | unruhig        |
| 2   | Barbara | 970              | 870             | a1+2                | Bochumer Verein | 1951     | schwebend      |
| 3   | Toten   | 870              | 247             | h1+3                | Bochumer Verein | 1951     | schwebend      |

Das Motiv der Glocken ist Te Deum. Am 11. Mai 2019 wurde die Michaelsglocke, auch Totenglocke genannt, an ihrem neuen Standort geweiht. Sie befindet sich nun auf dem katholischen Friedhof in Überruhr. Dort ist neben der Totenglocke auch die ausführliche Geschichte der beiden anderen Glocken auf einer Geschichtstafel nachzulesen.

### Kirchenschließung und Abriss
Sinkende Mitgliederzahlen und daraus folgend sinkende Kirchensteuereinnahmen zwingen zur Verschlankung der Gemeinden. Das betrifft auch die Kirche St. Mariä Heimsuchung, die deshalb im November 2022 außer Dienst genommen wurde. Das 1990 eröffnete Gemeindeheim wurde bereits im Sommer 2020 geschlossen. Der Erhaltungsaufwand und auch die Kosten für eine Umnutzung der Gebäude waren zu groß geworden. Die Profanierung fand am 5. Mai 2024 mit einem letzten Gottesdienst durch Bischof Franz-Josef Overbeck statt. Danach wurde das Allerheiligste in einer festlichen Prozession in die nahe Senioreneinrichtung Marienheim überführt. Am 11. Mai des Jahres konnten gegen Spenden, die der Kapelle des Marienheims und des Pfarrprojekts Misereor zugutekommen, Erinnerungsstücke aus Kirche und Gemeindeheim erworben werden.
Das Grundstück, auf dem die entweihte Kirche noch steht, gilt als begehrt. So übernimmt ein Investor das Gelände, womit der Abriss in naher Zukunft geplant ist. Der Verkaufserlös soll der Großpfarrei St. Josef Essen Ruhrhalbinsel und damit auch der Nachbargemeinde St. Suitbert zukommen.